# Krak Glacier
Krak Glacier är en glaciär i Antarktis. Den ligger i Sydshetlandsöarna. Argentina, Chile och Storbritannien gör anspråk på området. Krak Glacier ligger 256 meter över havet.
Terrängen runt Krak Glacier är kuperad. Havet är nära Krak Glacier västerut. Trakten är glest befolkad. Närmaste befolkade plats är Commandante Ferraz Station, 5,1 kilometer nordväst om Krak Glacier. 